# Škrjanec (priimek)
Škrjanec je priimek v Sloveniji, ki ga je po podatkih Statističnega urada Republike Slovenije na dan 1. januarja 2012 uporabljalo 469 oseb.

## Znani nosilci priimka
- Breda Škrjanec, umetnostna zgodovinarka (MGLC)
- Ivan Škrjanec (1874 - ?), pesnik, publicist, prevajalec
- Peter Škrjanec (1942 - 2024), muzikolog, dirigent, pianist, glasbeni pedagog
- Tone Škrjanec (*1953), pesnik, prevajalec, kulturni organizator